# Atletika na letních olympijských hrách
Atletika je součástí Letních olympijských her od jejich znovuobnovení v roce 1896. Soutěže v lehké atletice obsahují většinu disciplín, ve kterých se soutěžilo už na starověkých olympiádách v Řecku.
Ze začátku soutěžili pouze muži. První ženské disciplíny byly zařazeny do programu až v roce 1928. Postupně se přidávaly další soutěže žen, takže v současnosti je program mužů a žen stejný, kromě závodu v chůzi na 50 km, ve kterém soutěží jen muži. Program atletických soutěží mužů se nezměnil od olympiády OH 1956, kromě OH 1976, kdy se nekonala chůze na 50 km.
V historii atletiky na olympijských hrách se soutěžilo celkem v 52 různých disciplínách, v současnosti se program ustálil na 24 disciplínách. Většina ze zrušených soutěží byly jen obměny dnešních, ale v různých délkách, hlavně v bězích přes překážky a v chůzi. Zrušeny byly závody družstev, které se konaly jen na šesti raných hrách. Atletický trojboj (obsahoval skok do dálky, vrh koulí a běh na 100m, konal se jen jednou), a pětiboj byly nahrazeny desetibojem. polohové štafety byly nahrazeny štafetami o stejné délce běhu. Byly zrušeny skoky z místa a různé způsoby hodů, se kterými se experimentovalo na olympiádách OH 1908 a OH 1912.

## Historie (muži)
| Současný program                               | Současný program | Současný program | Současný program | Současný program | Současný program | Současný program | Současný program | Současný program | Současný program | Současný program | Současný program | Současný program | Současný program | Současný program | Současný program | Současný program | Současný program | Současný program | Současný program | Současný program | Současný program | Současný program | Současný program | Současný program | Současný program | Současný program | Současný program | Současný program | Současný program | Současný program |
| Disciplína                                     | 96               | 00               | 04               | 08               | 12               | 20               | 24               | 28               | 32               | 36               | 48               | 52               | 56               | 60               | 64               | 68               | 72               | 76               | 80               | 84               | 88               | 92               | 96               | 00               | 04               | 08               | 12               | 16               | 20               | Rok              |
| ---------------------------------------------- | ---------------- | ---------------- | ---------------- | ---------------- | ---------------- | ---------------- | ---------------- | ---------------- | ---------------- | ---------------- | ---------------- | ---------------- | ---------------- | ---------------- | ---------------- | ---------------- | ---------------- | ---------------- | ---------------- | ---------------- | ---------------- | ---------------- | ---------------- | ---------------- | ---------------- | ---------------- | ---------------- | ---------------- | ---------------- | ---------------- |
| Běh na 100 metrů (Seznam medailistů)           | X                | X                | X                | X                | X                | X                | X                | X                | X                | X                | X                | X                | X                | X                | X                | X                | X                | X                | X                | X                | X                | X                | X                | X                | X                | X                | X                | X                | X                | 29               |
| Běh na 200 metrů (Seznam medailistů)           | –                | X                | X                | X                | X                | X                | X                | X                | X                | X                | X                | X                | X                | X                | X                | X                | X                | X                | X                | X                | X                | X                | X                | X                | X                | X                | X                | X                | X                | 28               |
| Běh na 400 metrů (Seznam medailistů)           | X                | X                | X                | X                | X                | X                | X                | X                | X                | X                | X                | X                | X                | X                | X                | X                | X                | X                | X                | X                | X                | X                | X                | X                | X                | X                | X                | X                | X                | 28               |
| Běh na 800 metrů (Seznam medailistů)           | X                | X                | X                | X                | X                | X                | X                | X                | X                | X                | X                | X                | X                | X                | X                | X                | X                | X                | X                | X                | X                | X                | X                | X                | X                | X                | X                | X                | X                | 29               |
| Běh na 1500 metrů (Seznam medailistů)          | X                | X                | X                | X                | X                | X                | X                | X                | X                | X                | X                | X                | X                | X                | X                | X                | X                | X                | X                | X                | X                | X                | X                | X                | X                | X                | X                | X                | X                | 29               |
| Běh na 5000 metrů (Seznam medailistů)          | –                | –                | –                | –                | X                | X                | X                | X                | X                | X                | X                | X                | X                | X                | X                | X                | X                | X                | X                | X                | X                | X                | X                | X                | X                | X                | X                | X                | X                | 25               |
| Běh na 10 000 metrů (Seznam medailistů)        | –                | –                | –                | –                | X                | X                | X                | X                | X                | X                | X                | X                | X                | X                | X                | X                | X                | X                | X                | X                | X                | X                | X                | X                | X                | X                | X                | X                | X                | 25               |
| Maratonský běh (Seznam medailistů)             | X                | X                | X                | X                | X                | X                | X                | X                | X                | X                | X                | X                | X                | X                | X                | X                | X                | X                | X                | X                | X                | X                | X                | X                | X                | X                | X                | X                | X                | 29               |
| Běh na 110 metrů překážek (Seznam medailistů)  | X                | X                | X                | X                | X                | X                | X                | X                | X                | X                | X                | X                | X                | X                | X                | X                | X                | X                | X                | X                | X                | X                | X                | X                | X                | X                | X                | X                | X                | 29               |
| Běh na 400 metrů překážek (Seznam medailistů)  | –                | X                | X                | X                | –                | X                | X                | X                | X                | X                | X                | X                | X                | X                | X                | X                | X                | X                | X                | X                | X                | X                | X                | X                | X                | X                | X                | X                | X                | 27               |
| Běh na 3000 metrů překážek (Seznam medailistů) | –                | –                | –                | –                | –                | X                | X                | X                | X                | X                | X                | X                | X                | X                | X                | X                | X                | X                | X                | X                | X                | X                | X                | X                | X                | X                | X                | X                | X                | 24               |
| Běh na 4 × 100 metrů (Seznam medailistů)       | –                | –                | –                | –                | X                | X                | X                | X                | X                | X                | X                | X                | X                | X                | X                | X                | X                | X                | X                | X                | X                | X                | X                | X                | X                | X                | X                | X                | X                | 25               |
| Běh na 4 × 400 metrů (Seznam medailistů)       | –                | –                | –                | –                | X                | X                | X                | X                | X                | X                | X                | X                | X                | X                | X                | X                | X                | X                | X                | X                | X                | X                | X                | X                | X                | X                | X                | X                | X                | 25               |
| Chůze na 20 km (Seznam medailistů)             | –                | –                | –                | –                | –                | –                | –                | –                | –                | –                | –                | –                | X                | X                | X                | X                | X                | X                | X                | X                | X                | X                | X                | X                | X                | X                | X                | X                | X                | 17               |
| Chůze na 50 km (Seznam medailistů)             | –                | –                | –                | –                | –                | –                | –                | –                | X                | X                | X                | X                | X                | X                | X                | X                | X                | –                | X                | X                | X                | X                | X                | X                | X                | X                | X                | X                | X                | 20               |
| Skok do výšky (Seznam medailistů)              | X                | X                | X                | X                | X                | X                | X                | X                | X                | X                | X                | X                | X                | X                | X                | X                | X                | X                | X                | X                | X                | X                | X                | X                | X                | X                | X                | X                | X                | 29               |
| Skok o tyči (Seznam medailistů)                | X                | X                | X                | X                | X                | X                | X                | X                | X                | X                | X                | X                | X                | X                | X                | X                | X                | X                | X                | X                | X                | X                | X                | X                | X                | X                | X                | X                | X                | 28               |
| Skok daleký (Seznam medailistů)                | X                | X                | X                | X                | X                | X                | X                | X                | X                | X                | X                | X                | X                | X                | X                | X                | X                | X                | X                | X                | X                | X                | X                | X                | X                | X                | X                | X                | X                | 28               |
| Trojskok (Seznam medailistů)                   | X                | X                | X                | X                | X                | X                | X                | X                | X                | X                | X                | X                | X                | X                | X                | X                | X                | X                | X                | X                | X                | X                | X                | X                | X                | X                | X                | X                | X                | 29               |
| Vrh koulí (Seznam medailistů)                  | X                | X                | X                | X                | X                | X                | X                | X                | X                | X                | X                | X                | X                | X                | X                | X                | X                | X                | X                | X                | X                | X                | X                | X                | X                | X                | X                | X                | X                | 29               |
| Hod diskem (Seznam medailistů)                 | X                | X                | X                | X                | X                | X                | X                | X                | X                | X                | X                | X                | X                | X                | X                | X                | X                | X                | X                | X                | X                | X                | X                | X                | X                | X                | X                | X                | X                | 29               |
| Hod kladivem (Seznam medailistů)               | –                | X                | X                | X                | X                | X                | X                | X                | X                | X                | X                | X                | X                | X                | X                | X                | X                | X                | X                | X                | X                | X                | X                | X                | X                | X                | X                | X                | X                | 28               |
| Hod oštěpem (Seznam medailistů)                | –                | –                | –                | X                | X                | X                | X                | X                | X                | X                | X                | X                | X                | X                | X                | X                | X                | X                | X                | X                | X                | X                | X                | X                | X                | X                | X                | X                | X                | 26               |
| Desetiboj (Seznam medailistů)                  | –                | –                | –                | –                | X                | X                | X                | X                | X                | X                | X                | X                | X                | X                | X                | X                | X                | X                | X                | X                | X                | X                | X                | X                | X                | X                | X                | X                | X                | 25               |
| Minulý program                                 |                  |                  |                  |                  |                  |                  |                  |                  |                  |                  |                  |                  |                  |                  |                  |                  |                  |                  |                  |                  |                  |                  |                  |                  |                  |                  |                  |                  |                  |                  |
| Disciplína                                     | 96               | 00               | 04               | 08               | 12               | 20               | 24               | 28               | 32               | 36               | 48               | 52               | 56               | 60               | 64               | 68               | 72               | 76               | 80               | 84               | 88               | 92               | 96               | 00               | 04               | 08               | 12               | 16               | 20               | Rok              |
| Běh na 60 metrů                                | –                | X                | X                | –                | –                | –                | –                | –                | –                | –                | –                | –                | –                | –                | –                | –                | –                | –                | –                | –                | –                | –                | –                | –                | –                | –                | –                | –                | −                | 2                |
| Běh na 200 metrů překážek                      | –                | X                | X                | –                | –                | –                | –                | –                | –                | –                | –                | –                | –                | –                | –                | –                | –                | –                | –                | –                | –                | –                | –                | –                | –                | –                | –                | –                | −                | 2                |
| Běh na 2500 metrů překážek                     | –                | X                | –                | –                | –                | –                | –                | –                | –                | –                | –                | –                | –                | –                | –                | –                | –                | –                | –                | –                | –                | –                | –                | –                | –                | –                | –                | –                | −                | 1                |
| Běh na 2590 metrů překážek                     | –                | –                | X                | –                | –                | –                | –                | –                | –                | –                | –                | –                | –                | –                | –                | –                | –                | –                | –                | –                | –                | –                | –                | –                | –                | –                | –                | –                | −                | 1                |
| Běh na 3200 metrů překážek                     | –                | –                | –                | X                | –                | –                | –                | –                | –                | –                | –                | –                | –                | –                | –                | –                | –                | –                | –                | –                | –                | –                | –                | –                | –                | –                | –                | –                | −                | 1                |
| Běh na 4000 metrů překážek                     | –                | X                | –                | –                | –                | –                | –                | –                | –                | –                | –                | –                | –                | –                | –                | –                | –                | –                | –                | –                | –                | –                | –                | –                | –                | –                | –                | –                | −                | 1                |
| Medley relay                                   | –                | –                | –                | X                | –                | –                | –                | –                | –                | –                | –                | –                | –                | –                | –                | –                | –                | –                | –                | –                | –                | –                | –                | –                | –                | –                | –                | –                | −                | 1                |
| Družstva - 3000 m                              | –                | –                | –                | –                | X                | X                | X                | –                | –                | –                | –                | –                | –                | –                | –                | –                | –                | –                | –                | –                | –                | –                | –                | –                | –                | –                | –                | –                | −                | 3                |
| Družstva - 5000 m                              | –                | X                | –                | –                | –                | –                | –                | –                | –                | –                | –                | –                | –                | –                | –                | –                | –                | –                | –                | –                | –                | –                | –                | –                | –                | –                | –                | –                | −                | 1                |
| Družstva - 3 mile                              | –                | –                | –                | X                | –                | –                | –                | –                | –                | –                | –                | –                | –                | –                | –                | –                | –                | –                | –                | –                | –                | –                | –                | –                | –                | –                | –                | –                | −                | 1                |
| Družstva - 4 mile                              | –                | –                | X                | –                | –                | –                | –                | –                | –                | –                | –                | –                | –                | –                | –                | –                | –                | –                | –                | –                | –                | –                | –                | –                | –                | –                | –                | –                | −                | 1                |
| 5 mile                                         | –                | –                | –                | X                | –                | –                | –                | –                | –                | –                | –                | –                | –                | –                | –                | –                | –                | –                | –                | –                | –                | –                | –                | –                | –                | –                | –                | –                | −                | 1                |
| Chůze 3000 m                                   | –                | –                | –                | –                | –                | X                | –                | –                | –                | –                | –                | –                | –                | –                | –                | –                | –                | –                | –                | –                | –                | –                | –                | –                | –                | –                | –                | –                | −                | 1                |
| Chůze 3500 m                                   | –                | –                | –                | X                | –                | –                | –                | –                | –                | –                | –                | –                | –                | –                | –                | –                | –                | –                | –                | –                | –                | –                | –                | –                | –                | –                | –                | –                | −                | 1                |
| Chůze na 10 km                                 | –                | –                | –                | –                | X                | X                | X                | –                | –                | –                | X                | X                | –                | –                | –                | –                | –                | –                | –                | –                | –                | –                | –                | –                | –                | –                | –                | –                | −                | 5                |
| Chůze 10 mile                                  | –                | –                | –                | X                | –                | –                | –                | –                | –                | –                | –                | –                | –                | –                | –                | –                | –                | –                | –                | –                | –                | –                | –                | –                | –                | –                | –                | –                | −                | 1                |
| All-around                                     | –                | –                | X                | –                | –                | –                | –                | –                | –                | –                | –                | –                | –                | –                | –                | –                | –                | –                | –                | –                | –                | –                | –                | –                | –                | –                | –                | −                | –                | 1                |
| Triathlon                                      | –                | –                | X                | –                | –                | –                | –                | –                | –                | –                | –                | –                | –                | –                | –                | –                | –                | –                | –                | –                | –                | –                | –                | –                | –                | –                | –                | –                | −                | 1                |
| Pětiboj                                        | –                | –                | –                | –                | X                | X                | X                | –                | –                | –                | –                | –                | –                | –                | –                | –                | –                | –                | –                | –                | –                | –                | –                | –                | –                | –                | –                | –                | −                | 3                |
| Skok daleký z místa                            | –                | X                | X                | X                | X                | –                | –                | –                | –                | –                | –                | –                | –                | –                | –                | –                | –                | –                | –                | –                | –                | –                | –                | –                | –                | –                | –                | −                | –                | 4                |
| Trojskok z místa                               | –                | X                | X                | –                | –                | –                | –                | –                | –                | –                | –                | –                | –                | –                | –                | –                | –                | –                | –                | –                | –                | –                | –                | –                | –                | –                | –                | –                | −                | 2                |
| Skok vysoký z místa                            | –                | X                | X                | X                | X                | –                | –                | –                | –                | –                | –                | –                | –                | –                | –                | –                | –                | –                | –                | –                | –                | –                | –                | –                | –                | –                | –                | –                | −                | 4                |
| Hod váhou - 56 liber                           | –                | –                | X                | –                | –                | X                | –                | –                | –                | –                | –                | –                | –                | –                | –                | –                | –                | –                | –                | –                | –                | –                | –                | –                | –                | –                | –                | –                | −                | 2                |
| Vrh koulí obouruč                              | –                | –                | –                | –                | X                | –                | –                | –                | –                | –                | –                | –                | –                | –                | –                | –                | –                | –                | –                | –                | –                | –                | –                | –                | –                | –                | –                | –                | −                | 1                |
| Hod diskem řecký styl                          | –                | –                | –                | X                | –                | –                | –                | –                | –                | –                | –                | –                | –                | –                | –                | –                | –                | –                | –                | –                | –                | –                | –                | –                | –                | –                | –                | –                | −                | 1                |
| Hod diskem obouruč                             | –                | –                | –                | –                | X                | –                | –                | –                | –                | –                | –                | –                | –                | –                | –                | –                | –                | –                | –                | –                | –                | –                | –                | –                | –                | –                | –                | –                | −                | 1                |
| Hod oštěpem volný způsob                       | –                | –                | –                | X                | –                | –                | –                | –                | –                | –                | –                | –                | –                | –                | –                | –                | –                | –                | –                | –                | –                | –                | –                | –                | –                | –                | –                | –                | −                | 1                |
| Hod oštěpem obouruč                            | –                | –                | –                | –                | X                | –                | –                | –                | –                | –                | –                | –                | –                | –                | –                | –                | –                | –                | –                | –                | –                | –                | –                | –                | –                | –                | –                | –                | −                | 1                |
| Přespolní - jednotlivci                        | –                | –                | –                | –                | X                | X                | X                | –                | –                | –                | –                | –                | –                | –                | –                | –                | –                | –                | –                | –                | –                | –                | –                | –                | –                | –                | –                | –                | −                | 3                |
| Přespolní - družstva                           | –                | –                | –                | –                | X                | X                | X                | –                | –                | –                | –                | –                | –                | –                | –                | –                | –                | –                | –                | –                | –                | –                | –                | –                | –                | –                | –                | –                | −                | 3                |
|                                                |                  |                  |                  |                  |                  |                  |                  |                  |                  |                  |                  |                  |                  |                  |                  |                  |                  |                  |                  |                  |                  |                  |                  |                  |                  |                  |                  |                  |                  |                  |
| Celkem                                         | 12               | 23               | 25               | 26               | 30               | 29               | 27               | 22               | 23               | 23               | 24               | 24               | 24               | 24               | 24               | 24               | 24               | 23               | 24               | 24               | 24               | 24               | 24               | 24               | 24               | 24               | 24               | 24               | 24               |                  |

## Historie (ženy)
| Běh na 100 metrů (Seznam medailistek)           | X  | X  | X  | X  | X  | X  | X  | X  | X  | X  | X  | X  | X  | X  | X  | X  | X  | X  | X  | X  | X  | X  | 22  |
| Běh na 200 metrů (Seznam medailistek)           | –  | –  | –  | X  | X  | X  | X  | X  | X  | X  | X  | X  | X  | X  | X  | X  | X  | X  | X  | X  | X  | X  | 19  |
| Běh na 400 metrů (Seznam medailistek)           | –  | –  | –  | –  | –  | –  | –  | X  | X  | X  | X  | X  | X  | X  | X  | X  | X  | X  | X  | X  | X  | X  | 15  |
| Běh na 800 metrů (Seznam medailistek)           | X  | –  | –  | –  | –  |    | X  | X  | X  | X  | X  | X  | X  | X  | X  | X  | X  | X  | X  | X  | X  | X  | 17  |
| Běh na 1500 metrů (Seznam medailistek)          | –  | –  | –  | –  | –  | –  | –  | –  | –  | X  | X  | X  | X  | X  | X  | X  | X  | X  | X  | X  | X  | X  | 13  |
| Běh na 5000 metrů (Seznam medailistek)          | –  | –  | –  | –  | –  | –  | –  | –  | –  | –  | –  | –  | –  | –  | –  | X  | X  | X  | X  | X  | X  | X  | 7   |
| Běh na 10 000 metrů (Seznam medailistek)        | –  | –  | –  | –  | –  | –  | –  | –  | –  | –  | –  | –  | –  | X  | X  | X  | X  | X  | X  | X  | X  | X  | 9   |
| Maratonský běh (Seznam medailistek)             | –  | –  | –  | –  | –  | –  | –  | –  | –  | –  | –  | –  | X  | X  | X  | X  | X  | X  | X  | X  | X  | X  | 10  |
| Běh na 100 metrů překážek (Seznam medailistek)  | –  | –  | –  | –  | –  | –  | –  | –  | –  | X  | X  | X  | X  | X  | X  | X  | X  | X  | X  | X  | X  | X  | 13  |
| Běh na 400 metrů překážek (Seznam medailistek)  | –  | –  | –  | –  | –  | –  | –  | –  | –  | –  | –  | –  | X  | X  | X  | X  | X  | X  | X  | X  | X  | X  | 10  |
| Běh na 3000 metrů překážek (Seznam medailistek) | –  | –  | –  | –  | –  | –  | –  | –  | –  | –  | –  | –  | –  | –  | –  | –  | –  | –  | X  | X  | X  | X  | 4   |
| Běh na 4 × 100 metrů (Seznam medailistek)       | X  | X  | X  | X  | X  | X  | X  | X  | X  | X  | X  | X  | X  | X  | X  | X  | X  | X  | X  | X  | X  | X  | 22  |
| Běh na 4 × 400 metrů (Seznam medailistek)       | –  | –  | –  | –  | –  | –  | –  | –  | –  | X  | X  | X  | X  | X  | X  | X  | X  | X  | X  | X  | X  | X  | 13  |
| Chůze na 20 km (medailistek)                    | –  | –  | –  | –  | –  | –  | –  | –  | –  | –  | –  | –  | –  | –  | –  | –  | X  | X  | X  | X  | X  | X  | 6   |
| Skok do výšky (Seznam medailistek)              | X  | X  | X  | X  | X  | X  | X  | X  | X  | X  | X  | X  | X  | X  | X  | X  | X  | X  | X  | X  | X  | X  | 22  |
| Skok o tyči (Seznam medailistek)                | –  | –  | –  | –  | –  | –  | –  | –  | –  | –  | –  | –  | –  | –  | –  | –  | X  | X  | X  | X  | X  | X  | 6   |
| Skok daleký (Seznam medailistek)                | –  | –  | –  | X  | X  | X  | X  | X  | X  | X  | X  | X  | X  | X  | X  | X  | X  | X  | X  | X  | X  | X  | 19  |
| Trojskok (Seznam medailistek)                   | –  | –  | –  | –  | –  | –  | –  | –  | –  | –  | –  | –  | –  | –  | –  | X  | X  | X  | X  | X  | X  | X  | 7   |
| Vrh koulí (Seznam medailistek)                  | –  | –  | –  | X  | X  | X  | X  | X  | X  | X  | X  | X  | X  | X  | X  | X  | X  | X  | X  | X  | X  | X  | 19  |
| Hod diskem (Seznam medailistek)                 | X  | X  | X  | X  | X  | X  | X  | X  | X  | X  | X  | X  | X  | X  | X  | X  | X  | X  | X  | X  | X  | X  | 22  |
| Hod kladivem (Seznam medailistek)               | –  | –  | –  | –  | –  | –  | –  | –  | –  | –  | –  | –  | –  | –  | –  | –  | X  | X  | X  | X  | X  | X  | 6   |
| Hod oštěpem (Seznam medailistek)                | –  | X  | X  | X  | X  | X  | X  | X  | X  | X  | X  | X  | X  | X  | X  | X  | X  | X  | X  | X  | X  | X  | 21  |
| Sedmiboj (Seznam medailistek)                   | –  | –  | –  | –  | –  | –  | –  | –  | –  | –  | –  | –  | X  | X  | X  | X  | X  | X  | X  | X  | X  | X  | 10  |
| Minulé disciplíny                               |    |    |    |    |    |    |    |    |    |    |    |    |    |    |    |    |    |    |    |    |    |    |     |
| Disciplína                                      | 28 | 32 | 36 | 48 | 52 | 56 | 60 | 64 | 68 | 72 | 76 | 80 | 84 | 88 | 92 | 96 | 00 | 04 | 08 | 12 | 16 | 20 | Rok |
| Běh na 80 metrů překážek (Seznam medailistek)   | –  | X  | X  | X  | X  | X  | X  | X  | X  | –  | –  | –  | –  | –  | –  | –  | –  | –  | –  | –  | –  | −  | 8   |
| Pětiboj (Seznam medailistek)                    | –  | –  | –  | –  | –  | –  | –  | X  | X  | X  | X  | X  | –  | –  | –  | –  | –  | –  | –  | –  | –  | −  | 5   |
| Běh na 3000 metrů (Seznam medailistek)          | –  | –  | –  | –  | –  | –  | –  | –  | –  | –  | –  | –  | X  | X  | X  | –  | –  | –  | –  | –  | –  | −  | 3   |
| Chůze na 10 km (Seznam medailistek)             | –  | –  | –  | –  | –  | –  | –  | –  | –  | –  | –  | –  | –  | –  | X  | X  | –  | –  | –  | –  | –  | −  | 2   |
|                                                 |    |    |    |    |    |    |    |    |    |    |    |    |    |    |    |    |    |    |    |    |    |    |     |
| Celkem                                          | 5  | 6  | 6  | 9  | 9  | 9  | 10 | 12 | 12 | 14 | 14 | 14 | 17 | 18 | 19 | 20 | 22 | 22 | 23 | 23 | 23 | 23 |     |

## Tabulka medailí

### Pořadí zemí (1896-2016)
(uvedeno prvních 20)
| Pořadí | Země                   | Zlato | Stříbro | Bronz | Celkem |
| ------ | ---------------------- | ----- | ------- | ----- | ------ |
| 1      | Spojené státy americké | 335   | 258     | 206   | 799    |
| 2      | Sovětský svaz          | 64    | 55      | 74    | 193    |
| 3      | Spojené království     | 55    | 80      | 66    | 201    |
| 4      | Finsko                 | 48    | 35      | 31    | 114    |
| 5      | Východní Německo       | 38    | 36      | 35    | 109    |
| 6      | Keňa                   | 30    | 37      | 26    | 93     |
| 7      | Polsko                 | 24    | 19      | 14    | 57     |
| 8      | Jamajka                | 23    | 33      | 21    | 77     |
| 9      | Rusko                  | 23    | 24      | 25    | 72     |
| 10     | Etiopie                | 22    | 10      | 21    | 53     |
| 11     | Austrálie              | 21    | 26      | 26    | 73     |
| 12     | Švédsko                | 19    | 21      | 41    | 81     |
| 13     | Itálie                 | 19    | 15      | 26    | 60     |
| 14     | Německo                | 18    | 24      | 38    | 80     |
| 15     | Francie                | 14    | 26      | 29    | 69     |
| 16     | Kanada                 | 14    | 15      | 31    | 60     |
| 17     | Západní Německo        | 12    | 14      | 17    | 43     |
| 18     | Rumunsko               | 11    | 14      | 10    | 35     |
| 19     | Československo         | 11    | 8       | 5     | 24     |
| 20     | Kuba                   | 10    | 14      | 17    | 41     |

- Zdroje:[1][2]

### Pořadí nejúspěšnějších atletů (1896 - 2016)
(uvedeno prvních 10)
| Pořadí | Jméno                  | Zlato | Stříbro | Bronz | Celkově |
| ------ | ---------------------- | ----- | ------- | ----- | ------- |
| 1.     | Paavo Nurmi            | 9     | 3       | 0     | 12      |
| 2.     | Carl Lewis             | 9     | 1       | 0     | 10      |
| 3.     | Usain Bolt             | 8     | 0       | 0     | 8       |
| 4.     | Ray Ewry               | 8     | 0       | 0     | 8       |
| 5.     | Ville Ritola           | 5     | 3       | 0     | 8       |
| 6.     | Michael Johnson        | 4     | 0       | 0     | 4       |
| 7.     | Evelyn Ashfordová      | 4     | 1       | 0     | 5       |
| 8.     | Hannes Kolehmainen     | 4     | 1       | 0     | 5       |
| 8.     | Melvin Sheppard        | 4     | 1       | 0     | 5       |
| 8.     | Emil Zátopek           | 4     | 1       | 0     | 5       |
| 11.    | Fanny Blankers-Koenová | 4     | 0       | 0     | 4       |
| 11.    | Betty Cuthbertová      | 4     | 0       | 0     | 4       |
| 11.    | Harrison Dillard       | 4     | 0       | 0     | 4       |
| 11.    | Robert Korzeniowski    | 4     | 0       | 0     | 4       |
| 11.    | Alvin Kraenzlein       | 4     | 0       | 0     | 4       |
| 11.    | Al Oerter              | 4     | 0       | 0     | 4       |
| 11.    | Jesse Owens            | 4     | 0       | 0     | 4       |
| 11.    | Lasse Virén            | 4     | 0       | 0     | 4       |
| 11.    | Bärbel Eckertová       | 4     | 0       | 0     | 4       |